# Saxifraga ludlowii
Saxifraga ludlowii är en stenbräckeväxtart som beskrevs av H. Sm.. Saxifraga ludlowii ingår i Bräckesläktet som ingår i familjen stenbräckeväxter. Inga underarter finns listade i Catalogue of Life.